# Петър Шилев
Петър Шилев е български общественик.

## Биография
Роден е през 1853 г. в Голямо Конаре, днес град Съединение. Участва активно в Съединението на Източна Румелия с Княжество България. По това време е подпредседател на голямоконарския комитет. През нощта на 5 срещу 6 ноември заедно с Продан Тишков-Чардафон предвождат местната чета, която обсажда конака в Пловдив. Бил е народен представител, помощник-кмет и окръжен управител на Пловдив. Между 6 юли и 1 март 1921 г. е кмет на град Пловдив, като председател на тричленната комисия. Пише книга озаглавена Спомени за Съединението..